# Ceratogastra ornata
Ceratogastra ornata là một loài tò vò trong họ Ichneumonidae.